# 유럽의 언어

유럽 전역에서 사용되는 대부분의 언어를 색상으로 구분하여 나타낸 지도이다.

유럽의 언어(영어: languages of Europe)는 유럽에서 쓰이는 언어를 말한다. 인도유럽어족뿐만 아니라 투르크어족, 북카프카스어족, 우랄어족, 아프로아시아어족도 이에 포함된다.
영어와 독일어가 게르만어파의 대표적이고, 이탈리아어와 프랑스어가 이탈리아어파의, 러시아어가 슬라브어파의 대표적 언어이고, 또 다른 어파로 발트어파의 리투아니아어, 라트비아어가 대표적이다. 인도유럽어족이 아닌 유럽의 언어는 튀르키예어, 몰타어, 핀란드어가 대표적이다.

## 인도유럽어족

### 게르만어파
- 영어
- 독일어
- 네덜란드어
- 룩셈부르크어
- 스웨덴어
- 노르웨이어
- 덴마크어
- 아이슬란드어
- 페로어
- 이디시어

### 켈트어파
- 아일랜드어

### 이탈리아어파
- 프랑스어
- 스페인어
- 이탈리아어
- 포르투갈어
- 루마니아어

### 발트어파
- 리투아니아어
- 라트비아어

### 슬라브어파
- 러시아어
- 우크라이나어
- 벨라루스어
- 폴란드어
- 체코어
- 슬로바키아어
- 세르비아어
- 크로아티아어
- 불가리아어
- 슬로베니아어
- 마케도니아어

### 그 외
- 그리스어
- 알바니아어
- 아르메니아어

## 우랄어족
- 핀란드어
- 헝가리어
- 에스토니아어

## 튀르크어족
- 튀르키예어
- 아제르바이잔어
- 카자흐어
- (크림)타타르어

## 카르트벨리어족
- 조지아어

## 카프카스어족
- 체첸어
- 인구시어

## 아프리카아시아어족
- 몰타어

## 같이 보기
- 유럽 언어의 날
- 동방 그리스 세계와 서방 라틴 세계